# Theodoros Chatzitheodorou
Theodoros Chatzitheodorou (in greco Θοδωρής Χατζηθεοδώρου?; Atene, 1º ottobre 1976) è un ex pallanuotista greco.

## Biografia
Chatzitheodorou è uno dei giocatori simbolo della pallanuoto greca, avendo recitato un ruolo da protagonista negli ultimi successi raccolti dalla Nazionale e dall'Olympiakos, di cui è stato capitano.

Con la squadra del Pireo ha vinto undici campionati, dieci Coppe di Grecia, due Supercoppe greche, una Coppa dei Campioni ed una Supercoppa LEN. Chatzitheodorou appartiene così alla ristretta schiera di giocatori che, nella storia della pallanuoto, hanno vinto in una sola stagione (2002) campionato, coppa nazionale, Coppa dei Campioni e Supercoppa europea.

Con la Nazionale ha giocato 156 partite, conquistando il bronzo nella World League del 2004 ed ai Mondiali di Montreal dell'anno successivo. Gioca sempre con la calottina numero 5.
Nell'estate 2010, complice la crisi economica dell'Olympiakos, chiude dopo quindici anni la sua esperienza con la squadra greca. Passa al Partizan Belgrado, con cui vince il 4 giugno 2011 la seconda Coppa dei Campioni personale, la Tom Hoad Cup, la Euro Interliga, il campionato e la Coppa di Serbia.